# Centenar
Un centenar este o persoană care a atins vârsta de 100 de ani. Deoarece speranța de viață la nivel mondial este sub 100 de ani, termenul este invariabil asociat cu longevitatea. În 2012 Organizația Națiunilor Unite a estimat că trăiau pe glob 316.600 de centenari.
Pe măsură ce speranța de viață crește în întreaga lume, iar populația mondială a crescut, de asemenea, rapid, se așteaptă ca numărul centenarilor să crească rapid în viitor. Potrivit Oficiului Național de Statistică din Regatul Unit se așteaptă ca o treime din copiii născuți în 2013 în Marea Britanie să atingă vârsta de 100 de ani.

## Frecvența actuală a centenarilor
Japonia are în prezent cel mai mare număr de centenari cunoscuți dintre toate națiunile: 67.824 de centenari, conform recensământului din 2017, și cea mai mare proporție a centenarilor: 48 la 100.000 de persoane. Japonia a început să-și înregistreze centenarii în 1963. Numărul de centenari japonezi în acel an a fost de 153, dar a depășit 10.000 în 1998, 20.000 în 2003 și 40.000 în 2009.
Potrivit unui sondaj demografic demografic al Organizației Națiunilor Unite din 1998 se așteaptă ca Japonia să aibă 272.000 de centenari până în 2050; alte surse sugerează că numărul ar putea fi mai aproape de 1 milion. Frecvența centenarienilor din Japonia a fost de 1 la 3.522 de persoane în 2008.
Ponderea cea mai mare a centenarilor din Japonia o dețin femeile. Japonia a avut în anul fiscal 2016 un număr de 57.525 de centenari de sex feminin și doar 8.167 centenari de sex masculin, adică un raport de 7:1 în favoarea femeilor. Creșterea centenarilor a fost chiar mai abruptă până la 11,6:1.

## Populația centenară după țară
Numărul total al centenarilor în viață rămâne incert. El a fost estimat de Divizia Populație a Organizației Națiunilor Unite la 23.000 în 1950, 110.000 în 1990, 150.000 în 1995, 209.000 în 2000, 324.000 în 2005 și 455.000 în 2009. Cu toate acestea, aceste estimări mai vechi nu au ținut seama de ajustările descendente actuale ale estimărilor naționale realizate de mai multe țări, cum ar fi Statele Unite ale Americii; astfel, în 2012, ONU a estimat că există doar 316.600 centenari în întreaga lume. Tabelul următor prezintă populațiile centenare estimate pe țări, inclusiv cele mai recente și cele mai vechi estimări, dacă sunt disponibile.
| Țară                       | Ultima estimare (an) | Cea mai veche estimare (an)          | Centenari la 100.000 de locuitori |
| -------------------------- | -------------------- | ------------------------------------ | --------------------------------- |
| Africa de Sud              | 15.581 (2011)        | -                                    | 30,1                              |
| Andorra                    | 7 (2002)             | –                                    | 10,2                              |
| Argentina                  | 3.487 (2010)         | –                                    | 8,7                               |
| Australia                  | 4.252 (2011)         | 50 (1901)                            | 18,8                              |
| Austria                    | 1.371 (2014)         | 232 (1990), 25 (1960)                | 16,1                              |
| Belgia                     | 2.001 (2015)         | 23 (1950)                            | 16,9                              |
| Brazilia                   | 23.760 (2010)        | –                                    | 12,5                              |
| Canada                     | 7.569 (2011)         | –                                    | 22,3                              |
| Cehia                      | 625 (2011)           | 404 (2006)                           | 5,9                               |
| China                      | 48.921 (2011)        | 4.469 (1990), 17.800 (2007)          | 3,6                               |
| Coreea de Sud              | 3.861 (2014)         | 961                                  | 7,7                               |
| Danemarca                  | 889 (2010)           | 32 (1941)                            | 16,1                              |
| Elveția                    | 1.306 (2010)         | 7 (1860)                             | 16,6                              |
| Estonia                    | 150 (2016)           | 42 (1990)                            | 11,4                              |
| Finlanda                   | 759 (2015)           | 11 (1960)                            | 13,8                              |
| Franța                     | 21.393 (2016)        | 100 (1900)                           | 32,1                              |
| Germania                   | 17.000 (2012)        | 232 (1885)                           | 21                                |
| India                      | 27.000 (2015)        |                                      | 2,1                               |
| Irlanda                    | 389 (2011)           | 87 (1990)                            | 8,5                               |
| Islanda                    | 32 (2015)            | 3 (1960)                             | 9,7                               |
| Israel                     | 2.143 (2011)         |                                      | 27,6                              |
| Italia                     | 19.095 (2015)        | 19.095 (2015), 99 (1872)             | 31,5                              |
| Japonia                    | 67.824 (2017)        | 54.397 (2013) 111 (1950), 155 (1960) | 48                                |
| Marea Britanie             | 13.780 (2013)        | 107 (1911)                           | 21,5                              |
| Mexic                      | 7.441 (2010)         | 2.403 (1990)                         | 6,6                               |
| Norvegia                   | 636 (2010)           | 44 (1951)                            | 13,1                              |
| Noua Zeelandă              | 297 (1991)           | 18 (1960)                            | 5,9                               |
| Peru                       | 1.682 (2011)         | –                                    | 5,6                               |
| Polonia                    | 2.414 (2009)         | 500 (1970)                           | 6,3                               |
| Portugalia                 | 4.066 (2015)         | –                                    | 38,9                              |
| Rusia                      | 6.800 (2007)         | -                                    | 4,8                               |
| Singapore                  | 724 (2011)           | 41 (1990)                            | 13,7                              |
| Slovenia                   | 224 (2013)           | 2 (1953)                             | 10,9                              |
| Spania                     | 17.423 (2016)        | 4.269 (2002)                         | 37,5                              |
| Statele Unite ale Americii | 72.000 (2015)        | 53.364 (2010), 2.300 (1950)          | 22                                |
| Suedia                     | 2.084 (2017)         | 46 (1950)                            | 20,6                              |
| Thailanda                  | 23.399 (2014)        |                                      | 35,9                              |
| Turcia                     | 5.293 (2015)         | -                                    | 6,7                               |
| Țările de Jos              | 1.743 (2010)         | 18 (1830)                            | 10,4                              |
| Ungaria                    | 1.516 (2013)         | 227 (1990), 76 (1949)                | 15,3                              |
| Uruguay                    | 519 (2011)           | –                                    | 15,8                              |
| Estimare mondială          | 451.000 (2015)       | 316.600 (2012), 23.000 (1950)        | 6,2                               |

## Legături externe
- New England Centenarian Study
- Okinawa Centenarian Study
- Mortality of Centenarians via Princeton University
- U.S. politicians who lived the longest via Political Graveyard
- Noted Nonagenarians and Centenarians via Genarians.com
- Centenarian research and celebration via AdlerCentenarians.org
- Living Beyond 100 via International Longevity Center UK
- Table of numbers of centenarians for select nations, 1960 and 1990 via Demogr.mpg.de
- Centenarians’ Road Project website
- Oldest People in Britain